# Lychnorhiza malayanus
Lychnorhiza malayanus är en manetart som beskrevs av Stiasny 1920. Lychnorhiza malayanus ingår i släktet Lychnorhiza och familjen Lychnorhizidae. Inga underarter finns listade i Catalogue of Life.